# Diogo Mendes
Diogo Alexandre Almeida Mendes (sinh ngày 24 tháng 1 năm 1998) là một cầu thủ bóng đá người Bồ Đào Nha thi đấu cho Benfica B ở vị trí tiền vệ.